# NGC 3724
NGC 3724 é uma galáxia espiral (S0-a) localizada na direcção da constelação de Crater. Possui uma declinação de -09° 39' 34" e uma ascensão recta de 11 horas, 34 minutos e 28,7 segundos.
A galáxia NGC 3724 foi descoberta em 1886 por Frank Leavenworth.